# Salpiglossideae
Tribu
La tribu des Salpiglossideae est une tribu de plantes de la sous-famille des Cestroideae dans la famille des Solanaceae. 

## Liste des genres et espèces
Selon NCBI (3 mars 2012) :
- genre Plowmania
  - Plowmania nyctaginoides
- genre Salpiglossis
  - Salpiglossis erecta
  - Salpiglossis sinuata